# Romblonella palauensis
Romblonella palauensis är en myrart som beskrevs av Smith 1953. Romblonella palauensis ingår i släktet Romblonella och familjen myror. Inga underarter finns listade i Catalogue of Life.

## Bildgalleri

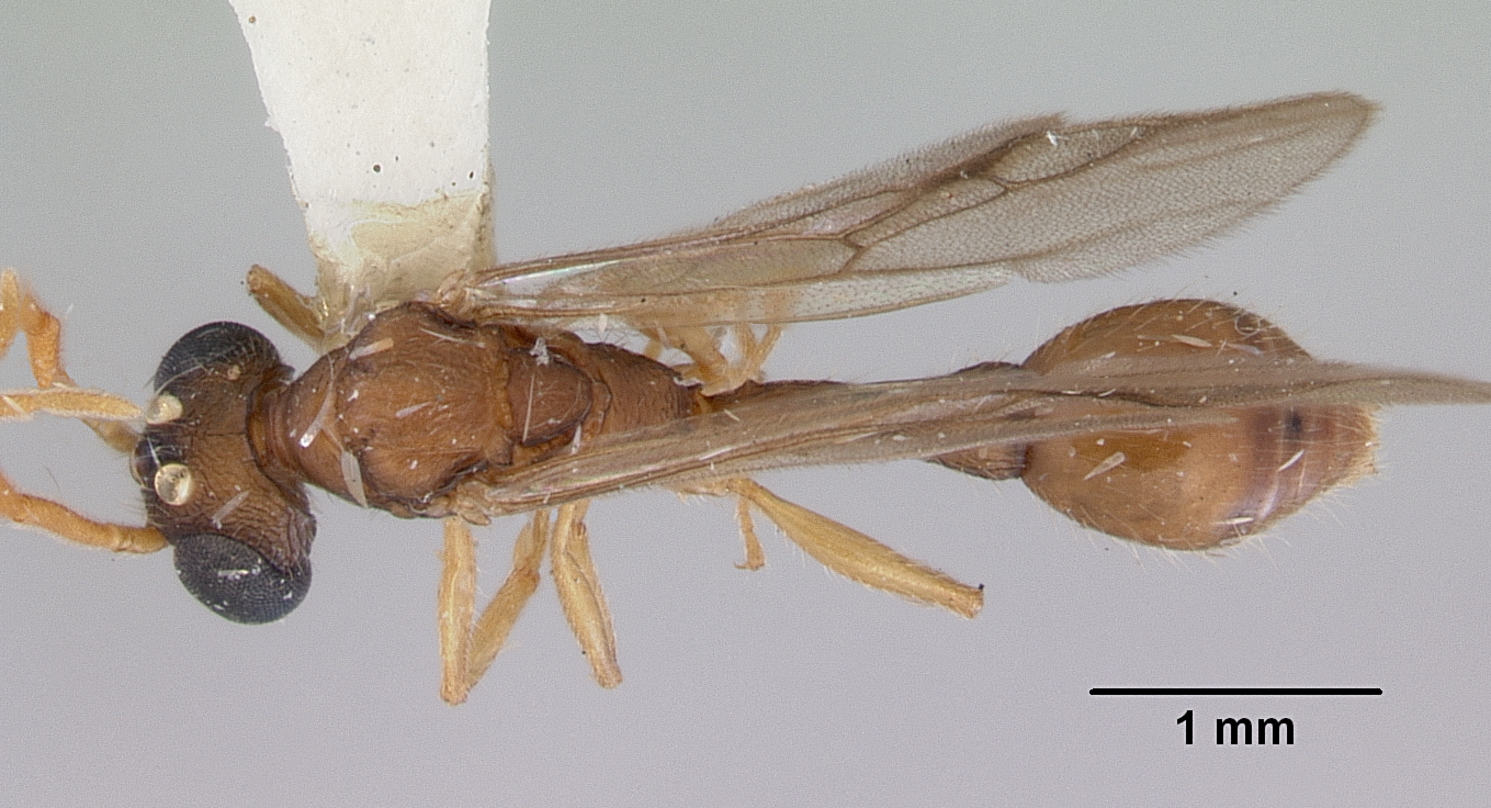
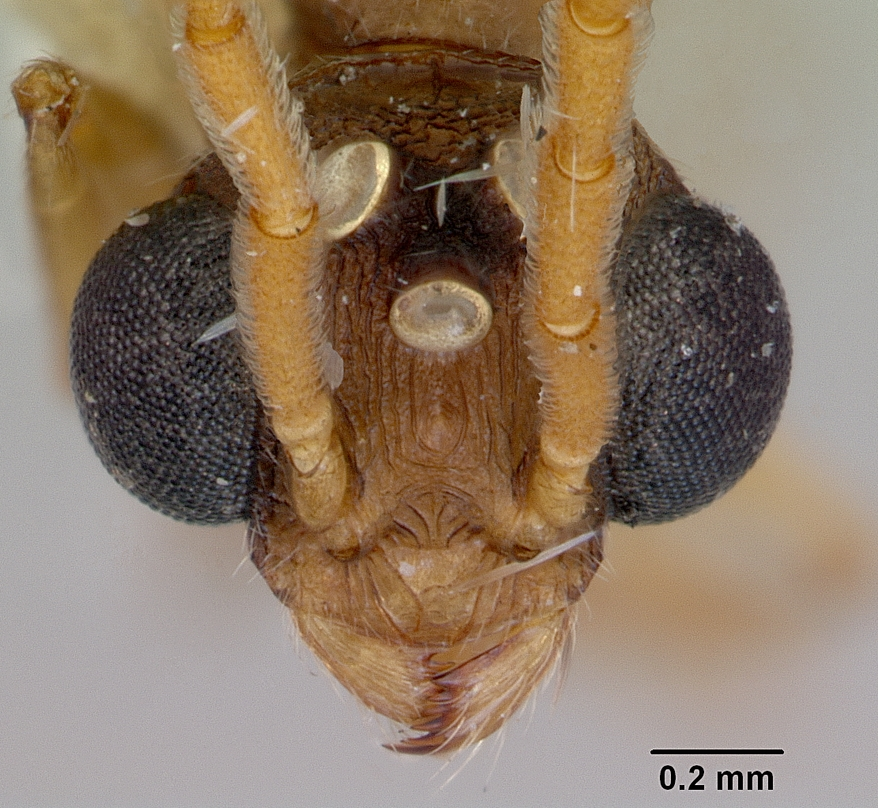
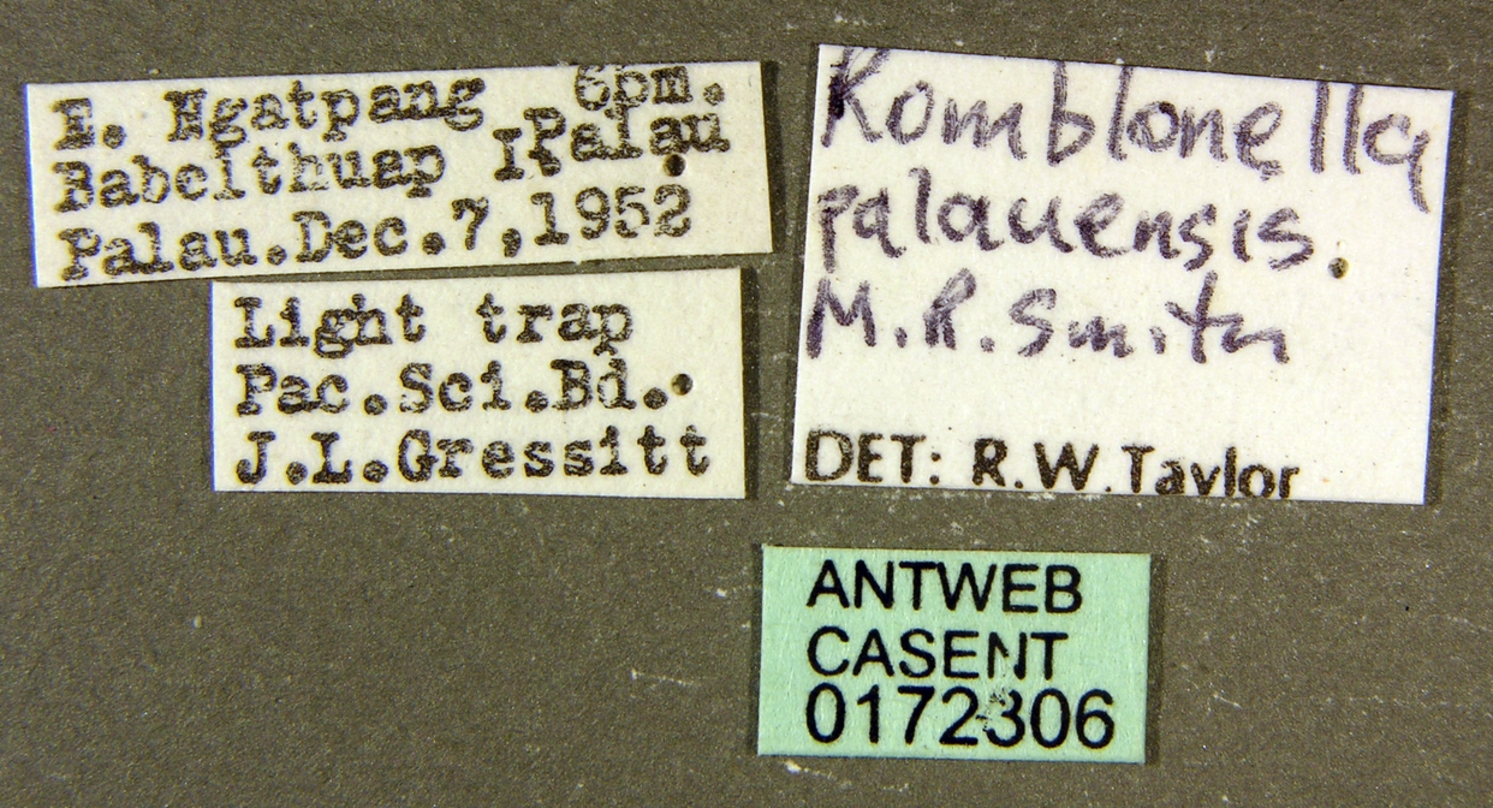
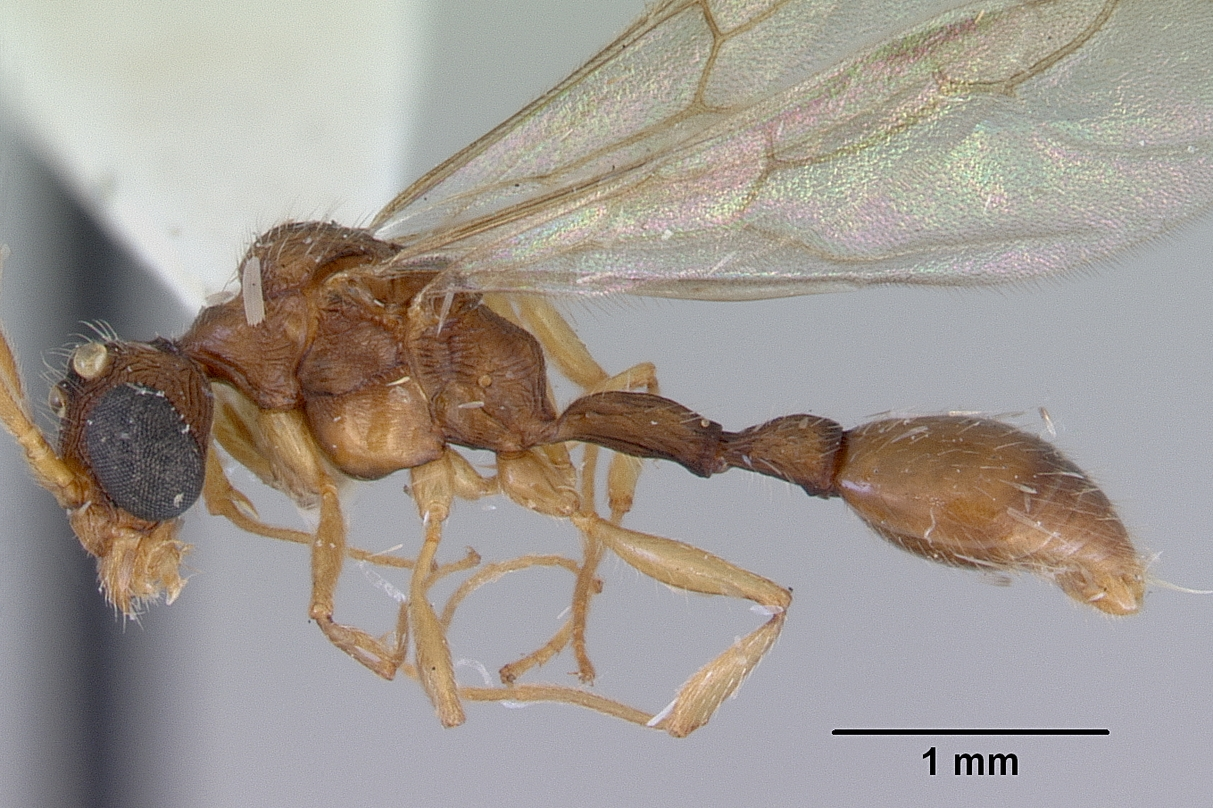
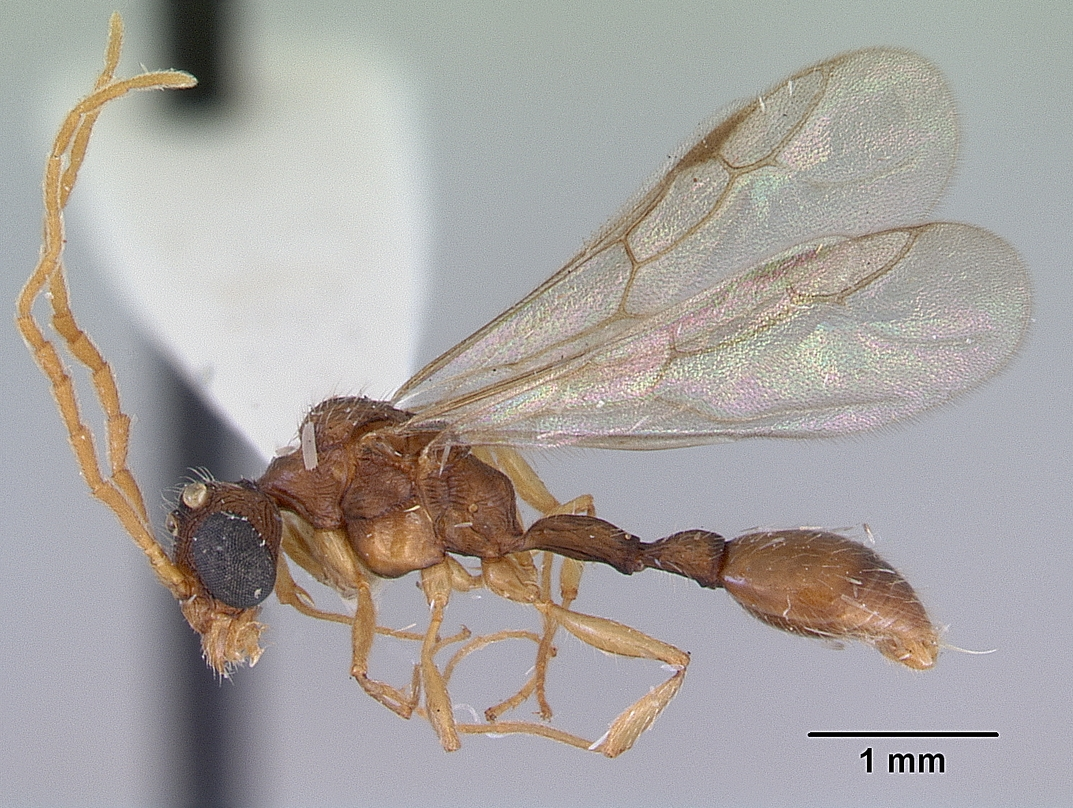
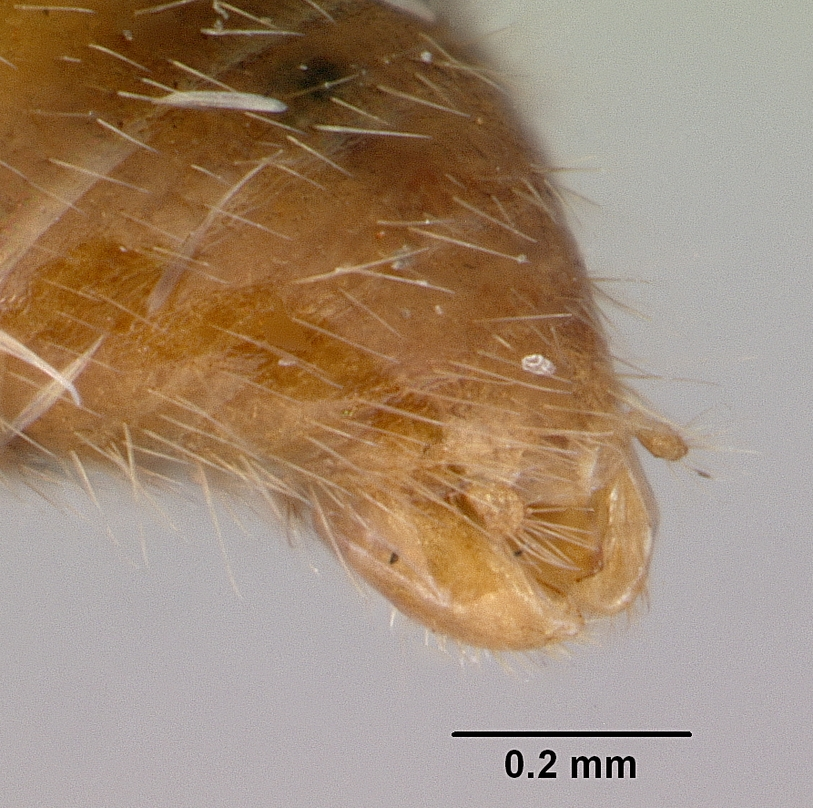